# Enicospilus hoplus
Enicospilus hoplus là một loài tò vò trong họ Ichneumonidae.